# صادق الأسعد
صادق أسعد جرجس الأسعد (1875 - 1957) شاعر سوري. ولد في حمص في عائلة مسيحية أرثوذكسية وتلقى علومه الأولى فيها على يوسف شاهين وداود الخوري. وكان في الحادية عشرة عندما توفّي والده، فانقطع يدرس على نفسه ويثقفها بشتّى العلوم والمعارف وبخاصة الأدب. انتسب إلى الرابطة الأدبية‌ في 1920 وظل فيها مدة ثلاثين عامًا. له ديوان شعر، مخطوط. توفي في مسقط رأسه.

## سيرته
ولد صادق أسعد جرجس الأسعد في مدينة حمص سنة 1875 م/ 1292 هـ ونشأ بها. أصل أسرته الأرثوذكسية من وادي النصارى، وكانت تكنى بالحلو، وقد نزح الجد أسعد إلى حمص سنة 1700 واستوطنها وتكنت الأسرة باسمه. تلقى صادق الأسعد علومه الأولى على يوسف شاهين وداود قسطنطين الخوري، وأخذ عنهما قواعد اللغة العربية من نحو وصرف وغيرهما. توفّي والده وهوفي الحادية عشرة من عمره، فعكف على الاطلاع بنفسه فقرأ كتب العلم والأدب في عصره.

بدأ حياته المهنية صانعًا للأحذية، وبعد تسريحه من الخدمة العسكرية وانتهاء الحرب الأولى عاد من فلسطين إلى وطنه واشتغل في تجارة الحرير.

كان عضوًا في الرابطة الأدبية بمدينة حمص منذ عام 1920 وظل فيها مدة ثلاثين عامًا. 

توفي في مسقط رأسه في سنة 1957 م/ 1377 هـ.

## حياته الشخصية
تزوج وتوفي ولده البكر زكي وهو في الثلاثين من عمره فلبس السواد حداداً عليه مدة سبع سنوات، وقد رثاه بقصيدة وكل شطر منها يحتوي على تاريخ وفاته الواقع سنة 1933م. 

## شعره
له ديوان مخطوط طرق بقوافيه شتى النواحي في الوطنية والحكميات والمدح والرثاء والغزل. أعتبره أدهم الجندي «شاعراً فطريًّا مجيداً بالرغم من أنه لم يتعمق بدراسة اللغة العربية، ويمتاز بنظم التواريخ الشعرية». ذكره عبد العزيز البابطين في معجمه ووصفه «شاعر مناسبات، نظم في الأغراض المألوفة من مدح ورثاء وغزل، كما نظم الشعر الوطني، جدد في لغته ومعانيه، وإن تأثر في غزلياته بموروث الشعر القديم، له في ذلك قصيدة الوردية التي تتسم بعذوبة اللفظ وخصوبة الخيال وحرارة العاطفة، ينتهي كل بيت منها (19 بيتًا) بكلمة الورد، وله رثاء كثير نظمه في بعض رجال الدين المسيحي يتسم بقوة العاطفة وتدفق المعاني، ومن مرثياته قصيدة يبكي فيها وفاة ولده البكر، تعكس عمق مشاعره وشدة حزنه، يحتوي كل شطر منها على تاريخ وفاة ابنه، كما رثى أحمد شوقي وأرخ لموته، وتغزل بحسناء متخذًا من جمالها حجة لدحض مذهب داروين.»